# الاتحاد السعودي للريشة الطائرة
الاتحاد السعودي للريشة الطائرة (بالإنجليزية: Saudi Badminton Federation)‏ هي اللجنة الإدارية الوطنية الرياضية العليا في تنس الريشة في المملكة العربية السعودية، التي ترعاها الدولة وتساعدها في تحقيق أهدافها. والتي تمثل المملكة العربية السعودية محليًا، خليجيًا، آسيويًا ودوليًا في مجال رياضة ريشة الطائرة بالتعاون مع اللجنة الأولمبية العربية السعودية.

## التاريخ
في 7 يناير 2014م، تأسس الاتحاد بقرار من الرئيس العام لرعاية الشباب، (القرار رقم 2894) وحصل على العضوية الكاملة للريشة الطائرة من الإتحاد الدولي في 11 سبتمبر 2017م. الجمعية هي أيضا عضو في منظمة مظلة القارية الريشة آسيا الاتحاد. يقع مقر الجمعية في الرياض في مجمع الأمير فيصل بن فهد الأولمبي. الجمعية عضو في اللجنة الأولمبية الوطنية.

## دورات تدريبية
لم تقتصر الدورات على الذكور فقط، بل شملت الإناث، في 03 ربيع الآخر 1440 هـ الموافق 10 ديسمبر 2018 م، اختتم الاتحاد السعودي للريشة الطائرة أمس دورة وقت الريشة في نسختها الأولى للسيدات التي نُظمت بالتعاون مع الاتحاد الدولي للريشة الطائرة لمدة 3 أيام بالصالة الرياضية لجامعة الأميرة نورة بمشاركة ما يقارب 50 متدربة.
وتعد هذه الدورة الثانية بشكل عام التي ينظمها الاتحاد ضمن خطته التي يسعى من خلالها لتمكين المرأة في المجال الرياضي، فقد نظم الاتحاد دورته الأولى لحكمات اللعبة التي تم خلالها إعداد عشرين حكمة وطنية تقمن بتحكيم بطولات الريشة الطائرة المحلية. وتم تصميم برنامج الدورة ليتناول الحديث عن اللعبة بشكل عام، ومهاراتها الأساسية، وأدواتها وأهم الاستراتيجيات المستخدمة للتدريب في مجال اللعبة. أوضح المدير التنفيذي للاتحاد يزيد المسعود أن هذه الدورة تأتي ضمن مجموعة البرامج والأنشطة الرياضية التي ينظمها الاتحاد السعودي للريشة الطائرة بالتعاون مع الاتحاد الدولي التي يسعى من خلالها لتوفير التعليم الرياضي للسيدات من ممارسات اللعبة وتمكينهن رياضيًا في مجال لعبة الريشة الطائرة ضمن عضوية الاتحاد الفعالية في الاتحاد الدولي للريشة الطائرة.

## هدف الاتحاد
بناء كيان رياضي يهتم بنشر ثقافة رياضة الريشة في المملكة والصعود بهم إلى أعلى منصات التتويج.

## الأعضاء
يتكون مجلس إدارة الاتحاد السعودي للريشة الطائرة من نخبة من القيادات والكوادر الإدارية المخولين بإدارة اللجنة وصياغة أهدافها:
- مقرن بن محمد المقرن - رئيس مجلس الإدارة.
- صالح بن شايع السعود - نائب رئيس مجلس الإدارة وعضو المجلس.
- خالد من عبد الرحمن الحميد - عضو المجلس إدارة.
- سامي بن سليمان الحماد - عضو المجلس إدارة.
- عبد الكريم عبد الرحمن الربيعة - عضو المجلس إدارة.
- يزيد بن يوس المسعود - الرئيس التنفيذي.

## وصلات خارجية
- http://badminton.sa